# Покровский собор (Гродно)
Собо́р Покрова́ Пресвято́й Богоро́дицы (Покро́вский собо́р) (бел. Сабор Пакрова Прасвятой Багародзіцы (Пакроўскі сабор)) — православный храм в городе Гродно, кафедральный собор Гродненской епархии Белорусской православной церкви. Сооружён в начале XX века в русском стиле.

## История
Возведённый из кирпича в 1904—1905 годах по проекту архитектора Михаила Прозорова, собор был построен в память об офицерах и нижних чинах 26-й артиллерийской бригады, погибших во время русско-японской войны. Руководство строительством было возложено на гродненского военного инженера Ивана Евграфовича Савельева. Согласно одному из мнений, именно благодаря военному инженеру И. Е. Савельеву собор получил неповторимые черты.

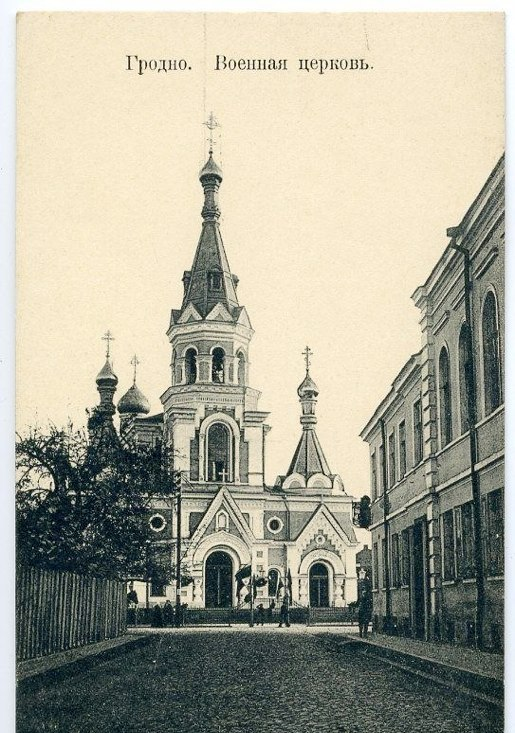
Храм в начале XX века

За основу при строительстве кафедрального собора была взята церковь Каспийского пехотного полка в Петергофе. Ещё в конце XIX века русским правительством было принято решение о строительстве гарнизонных и полковых церквей. В конце 1901 года появился приказ Николая II.
Установить на будущее время к исполнению правило, чтобы… православная церковь в виде отдельного здания была непременной принадлежностью казарм тех частей войск, по штатам коих положены церковные причты.
При церкви решили открыть музей и небольшой мемориал. Возведённая церковь стала называться Свято-Покровским собором. 30 сентября (11 ноября) 1907 года храм был освящён. Через некоторое время был установлен крестный ход на праздник Входа Господень в Иерусалим. Для поднятия патриотических чувств Гродненский церковно-археологический комитет собрал полковые иконостасы и иконы, которые вдохновляли солдат на борьбу с противниками. Также были сделаны мемориальные доски с фамилиями солдат и офицеров 26 артиллерийской бригады, погибших во время русско-японской войны.
В 1921 году Свято-Покровский собор стал кафедральным в связи с закрытием Софийского собора. Оттуда перенесли иконы «Христа Всемогущего», «Пресвятой Богородицы» и «Святой Троицы», а также иконы Иоанна Крестителя и Пантелеймона Великомученика. 30 сентября 1934 года собор посетил митрополит варшавский Дионисий (Валединский).
После освобождения города в июле 1944 года часть мощей Гавриила Белостокского была перенесена в Свято-Покровский собор, где они находились в подвале до 1992 года. С 21 по 22 сентября 1992 года его мощи были торжественно перенесены в Свято-Николаевский собор Белостока.

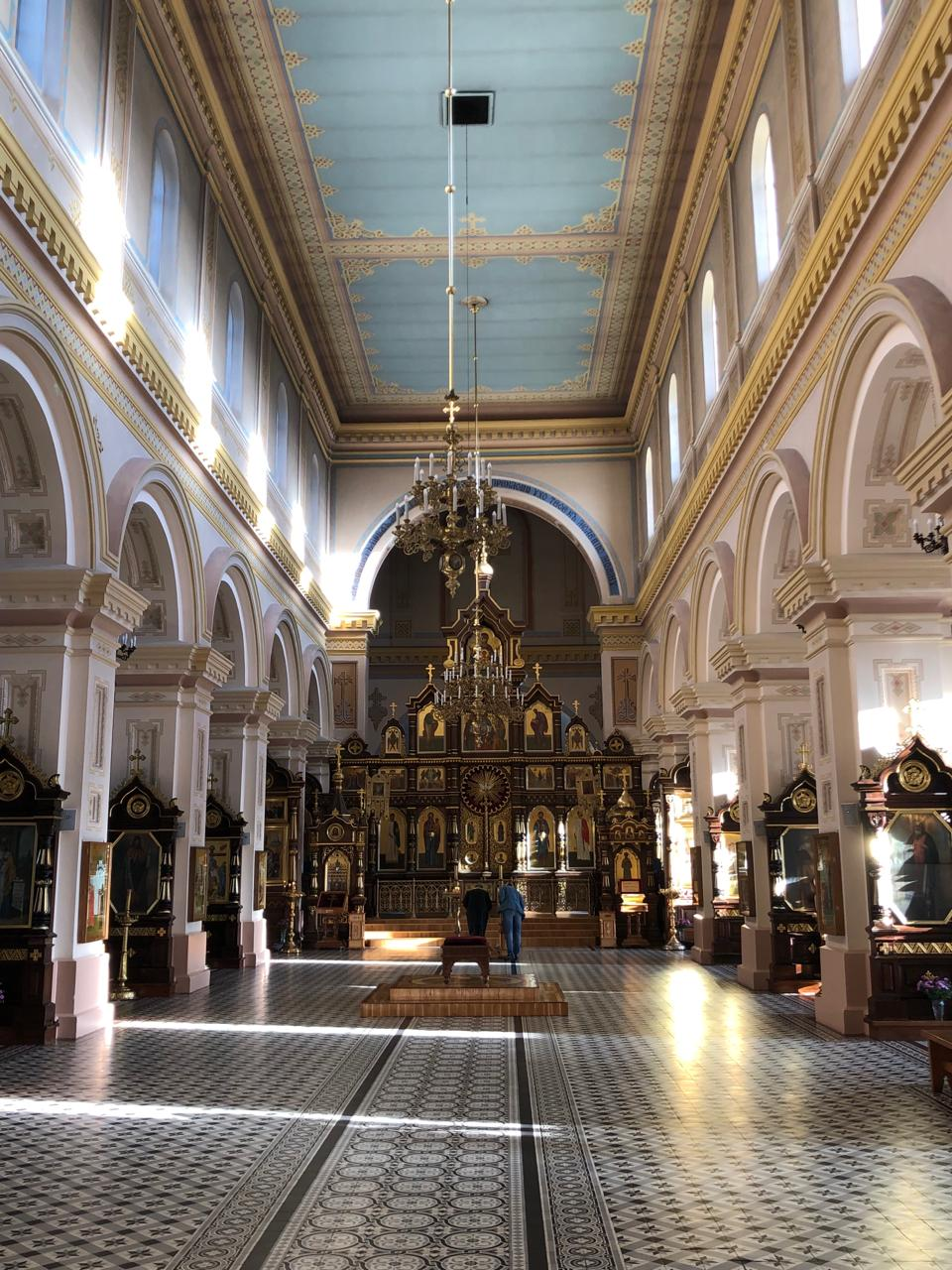
Центральный неф

После окончании войны с 9 по 12 мая 1946 года в кафедральном соборе состоялся съезд благотворителей Гродненской епархии. В 1947 году на праздник Крещения Господня проводился крестный ход от собора до Немана для освящения воды. В этом шествии участвовали около 25 тысяч человек, что было наибольшим числом за всё время.
В 1951 году была упразднена Гродненская епархия и все приходы вошли в состав Минско-Белорусской епархии.
18 февраля 1992 года, после провозглашения независимости Беларуси, была восстановлена Гродненская епархия. После этого Свято-Покровский собор снова получил статус кафедрального.
В декабре 1993 года на здании собора была открыта мемориальная доска в память о воинах-интернационалистах, погибших в Афганистане.
24 июля 1995 года, на праздник святой равноапостольной княгини Ольги, собор посетил Патриарх Московский и всея Руси Алексий II.
14 октября 2010 года возле собора была торжественно открыта бронзовая скульптура Божьей Матери, автором которой является белорусский скульптор Владимир Пантелеев.

## Архитектура
Храм, возведённый в русском стиле, в плане представляет собой протяжённую трёхнефную базилику с пятигранной апсидой и боковыми ризницами. Вертикальный акцент характерен для северо-западного главного фасада собора, который отличается 10-метровой восьмигранной шатровой звонницей с маковкой на барабане и фланкирующими звонницу, создающими симметричную композицию фасада небольшими шатрами с маковками, а также полуциркульными окнами с кокошниками. Шатры с маковками также завершают ризницу.
Алтарную часть же отличает возведённый над нею невысокий четверик с пятикупольем. Эти купола (один большой размещён по центру, а четыре меньшего размера — по углам вальмовой крыши) поставлены на восьмигранные барабаны, ненастоящие окна (бленды) которых завершают кокошники. Для трёх входов фронтального фасада было найдено решение в виде двухколонных рундуков с трёхугольными резными навесами (окантовкой) и высоких крылец.
Прямоугольные оконные проёмы, расчленяющие на обоих уровнях протяжённые боковые фасады, отличаются богатыми «теремными» наличниками, простенки же — раскреповкой широкими лопатками с ширинками. Декоративное убранство собора, как то кокошники, ширинки, витые колонки, крупные сандрики, килевидные бровки арочных оконных проёмов, было во многом взято из древнерусского церковного зодчества. В декоре собора, наряду с дыньками, использована полихромия: на фоне кирпичных коричнево-красных стен собора ярко выделяется белоковровое декоративное покрытие фасадов; для крыш и шатров использован зелёный цвет, а для куполов — охристая окраска.

## Интерьер

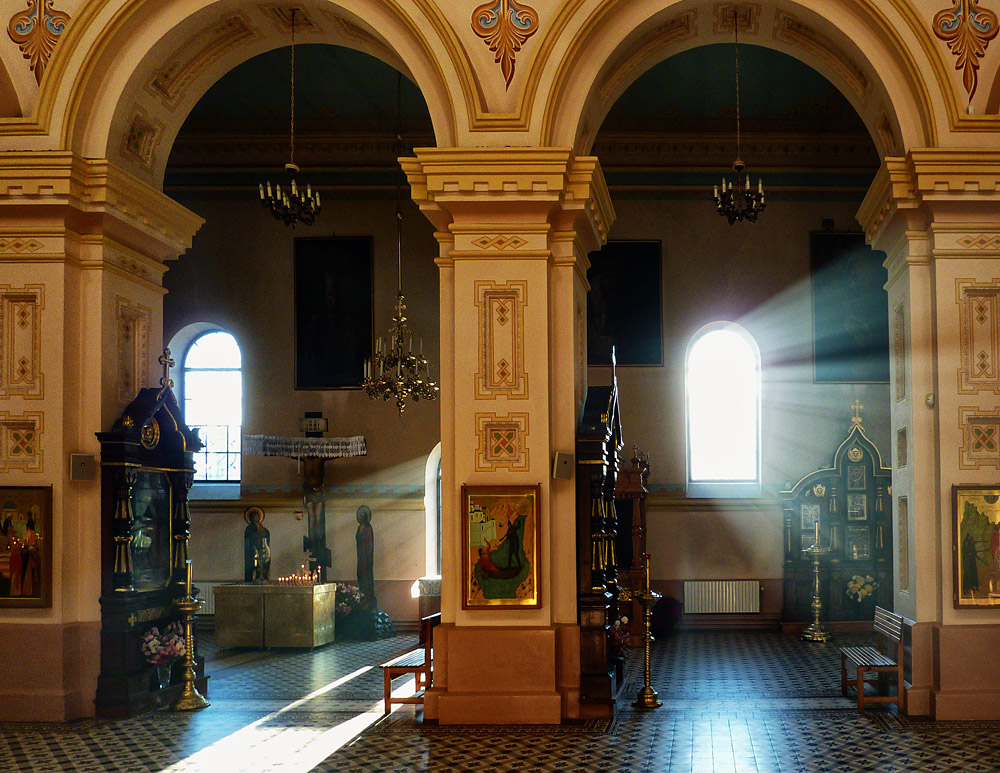
Интерьер

Трёхнефное деление внутреннего двухсветового пространства собора обеспечивают 12 мощных колонн и перекинутые через них аркады. Перекрытием служит плоский потолок с тремя плафонами, которые украшает орнамент в виде древнерусской текстовой вязи, покрытием пола — кафель с орнаментальным рисунком (в притворе — мозаика). Внутреннее пространство, стены которого покрыты росписями, опоясывает по периметру под окнами мощный профилированный карниз с сухариками. Перекрытием притворам служат высокие крестовые своды. Выделяющие апсиду главные и боковые иконостасы являются деревянными и резными, имея коричневую тонировку и покрытие позолотой. Форма их силуэта обусловлена трёхлопастными килевидными фронтонами и луковичными главами. Галерея хоров, выступающая над входом, является консольной. Также выделяется резной деревянный алтарь с росписью. Между основным объёмом и притвором находятся массивные резные двери. Также выделяется резной деревянный алтарь с росписью.

Скульптура Божией Матери у Покровского собора. Скульптор Владимир Пантелеев

## Иконы
Особо почитаются образ «Богоматерь Казанская» и мощи мученика-ребёнка Гавриила Заблудовского. К числу образов XIX века относятся «Александр Невский и святая мученица», «Богоматерь Одигитрия», «Бог Саваоф», «Бог Саваоф и ангелы», «Сошествие Святого Духа», «Святая премудрость, сотвори себе дом» и «Воскресение».

## Комментарии
1. ↑  Мемориальные доски, в которых перечислены полки и количество погибших воинов, размещены на стенах возле входа[1].
2. ↑  Иногда упоминается как трёхгранная[20].